# Армо (Ређо ди Калабрија)
Армо је насеље у Италији у округу Ређо ди Калабрија, региону Калабрија.
Према процени из 2011. у насељу је живело 200 становника. Насеље се налази на надморској висини од 327 м.